# Gang Marcela

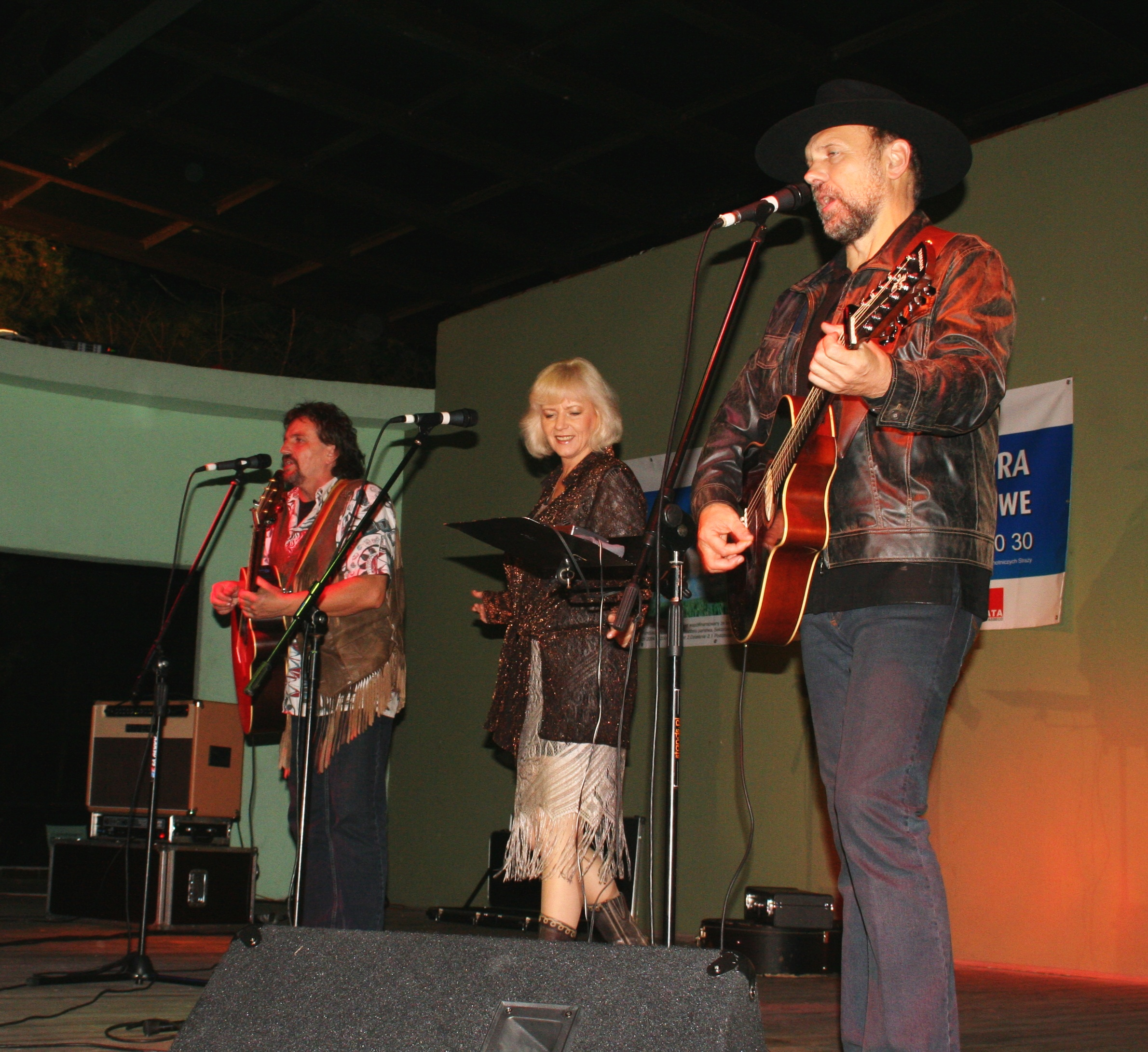
Gang Marcela podczas koncertu w 2008 roku

Gang Marcela – polska grupa muzyczna wykonująca muzykę country-pop. 

## Historia
Grupa powstała jesienią 1978 w Katowicach, a zadebiutowała w roku 1979 nagraniami dla Polskiego Radia.
W pierwszym składzie zespołu znaleźli się muzycy:
- Barbara Pysz (od 1982 B. Trojan; wokal, skrzypce, akordeon),
- Marcel Trojan, lider (wokal, harmonijka ustna),
- Jerzy Różycki (wokal, gitara basowa, instrumenty perkusyjne).

W 1980 roku grupa nawiązała współpracę z popularnymi wówczas piosenkarzami – Krzysztofem Krawczykiem i Marylą Rodowicz. Występowała z nimi na koncertach oraz brała udział w nagraniach radiowych. Od 1983 roku koncertowała i nagrywała samodzielnie. 
W repertuarze miała zarówno utwory swoje, jak i innych autorów (również zagranicznych). Wypracowała własny styl, który był wypadkową country, folku i popu. Koncertowała w kraju (Opole, Mrągowo, Sopot) i za granicą (Czechosłowacja, Holandia, Mongolia, NRD, RFN, Stany Zjednoczone, Szwecja, Węgry, ZSRR). W 1985 roku zawiesiła działalność.
Zespół reaktywował się w roku 1989, na dobre powrócił na scenę w 1992. Brał udział w licznych festiwalach i koncertach poświęconych muzyce country (m.in. w Sopocie). W latach 90. współpracował też ze Zbigniewem Górnym, występując w programach z cyklu Gala piosenki biesiadnej. 
Zamiast Jerzego Różyckiego pojawił się inny wokalista – Mariusz Kalaga. Kolejne zmiany personalne nastąpiły w połowie roku 1996, kiedy ustalił się obecny skład zespołu – Barbara i Marceli Trojanowie oraz Jan „Johny” Maliński, który śpiewa, a także gra na gitarze i saksofonie.

## Dyskografia
- 1983 – Country and Eastern (EP, Tonpress, N-70)
- 1984 – Tyle złamanych serc (LP, Muza, SX-2192)
- 1989 – Kolędy i pastorałki (LP, ZPR Records, Z-LP-009)
- 1992 – The Best of Gang Marcela (CD, Top Music, TCD-004)
- 1993 – Byle do przodu! (CD, P.P.H.U. „ESKA”, SCD 008)
- 1993 – Kolędy i pastorałki (CD, Agencja Wydawnicza „Ania”, ACD 002)
- 1994 – Mamy święta (CD, Music Media Production, MMP-MŚ/94)
- 1995 – Napij się Żywca (CD, Ania-Box Music, ABM 018)
- 1996 – Cicha noc (CD, Music Media Production, MMP-GM-01/96)
- 1997 – Pytania o sens (CD, Music Media Production, MMP-GM 01/97)
- 1997 – Nastrój świąt (CD, Music Media Production, MMP-GM 12/97)
- 1997 – Bieszczady, czyli country na swojską nutę (MC, Music Media Production, MMP-B/97)
- 1998 – Złote przeboje (CD, Music Media Production, MMP-ZP/98)
- 1998 – Słoneczne piosenki (CD, Music Media Production, MMP-SP/98)
- 1998 – Śląski bukiet (CD, Music Media Production, MMP-ŚB/98)
- 1998 – Piosenki na każdą okazję (CD, Music Media Production, MMP-PNKO/98)
- 1999 – Lubię mieć luz i inne przeboje nie tylko dla kierowców (MC, Music Media Production, MMP-LML/99)
- 1999 – Jadę już (CD, Music Media Production, MMP-S2/GM/99)
- 2000 – Nie tylko kasa (CD, Music Media Production, MMP-NTK/2000)
- 2000 – Złote przeboje (CD, Silverton, STCD 03-00)
- 2002 – The Best - Gwiazdozbiór (CD, Albatros/Universal, AS 018)
- 2002 – Złote przeboje - Platynowa kolekcja (CD, GM Records, PM 178-2)
- 2008 – Pokój i Dobro (CD, Music Media Production, MMP-PiD/2009)
- 2009 – Ja jestem stąd (CD, Box Music/Promus, 5904 0 039812 3 4)
- Wciąż chce mi się żyć! (CD, niewydana)

Ponadto liczne składanki i nagrania sesyjne.

## Wybrane utwory
- Kto, jeśli nie ty
- Marzenia za grosz (Za jeden grosz) - wyróżnienie na KFPP w Opolu
- Mężczyzna i łzy
- Ojciec żył, tak jak chciał
- Sen jak dym
- Tyle złamanych serc (cover piosenki Some Broken Hearts Never Mend autorstwa Waylanda Holyfielda)
- Zaświeciła moja gwiazda
- Znajdziemy pośród trosk